# Poa keysseri
Poa keysseri är en gräsart som beskrevs av Pilg.. Poa keysseri ingår i släktet gröen, och familjen gräs. Inga underarter finns listade i Catalogue of Life.